# Indicador de vent aparent

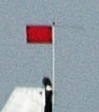
Penell de banderola al cap del pal. Emprat en vela lleugera

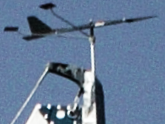
Penell mecànic emprat en creuers.

En els vaixells i, especialment en els velers, un indicador de vent aparent és un penell que mostra la direcció relativa del vent aparent respecte del vaixell. Considerant que el vent aparent és el que actua sobre les veles i fa moure un veler, és molt important conèixer la seva direcció per a poder navegar de manera adequada.

## Indicadors de lectura directa
Els penells clàssics, purament mecànics, eren (i encara són) de lectura directa. Un dels aspectes a controlar és l'equilibri del penell. El timoner (o la persona interessada) havia d’observar el penell i comparar la seva posició amb la de la línia de crugia del vaixell. Considerant la ubicació del penell i la situació (i punt de vista) de l’observador, la “lectura” no era sempre fàcil ni immediata. En aquest sentit, tan en vela lleugera com en iots, era més pràctic fixar-se en els tastavents.

## Indicadors electrònics
Des de fa mig segle, aproximadament, hi ha penells amb transmissió elèctrica-electrònica de la seva indicació cap a una pantalla situada estratègicament. Els indicadors moderns estan sovint associats a anemòmetres que indiquen la velocitat del vent.
Els indicadors electrònics combinats de direcció i velocitat del vent aparent poden ser de tipus clàssic (basats en sistemes mecànics) amb transmissió elèctrica a una pantalla. També hi ha altres models que funcionen amb detectors de velocitat i direcció electrònics (basats en sensors d’estat sòlid) que també transmeten les dades a una pantalla.